# Prague Black Panthers 2015
Questa voce raccoglie le informazioni riguardanti i Prague Black Panthers nelle competizioni ufficiali della stagione 2015.

## Maschile

### ČLAF - Divize I 2015

#### Stagione regolare
| Příbram 12 aprile 2015, ore 16:00 1ª giornata | Příbram Bobcats | 9 – 10 (3-3- 0-0 0-0 6-7) referto | Prague Black Panthers | Marila (385 spett.)\| Arbitro: \| Rosíval \| |
| Arbitro:                                      | Rosíval         |                                   |                       |                                              |

| Praga 19 aprile 2015, ore 16:00 2ª giornata | Prague Black Panthers | 40 – 26 (10-6 17-6 13-8 0-6) referto | Trnava Bulldogs | Slavia (210 spett.)\| Arbitro: \| Gazdík \| |
| Arbitro:                                    | Gazdík                |                                      |                 |                                             |

| Praga 3 maggio 2015, ore 16:00 4ª giornata | Prague Black Panthers | 34 – 12 (10-0 17-0 0-6 7-6) referto | Brno Alligators | Slavia (170 spett.)\| Arbitro: \| Gazdík \| |
| Arbitro:                                   | Gazdík                |                                     |                 |                                             |

| Praga 10 maggio 2015, ore 14:00 5ª giornata | Prague Lions | 0 – 21 (0-7 0-7 0-7 0-0) referto | Prague Black Panthers | Hostivař (220 spett.)\| Arbitro: \| Gazdík \| |
| Arbitro:                                    | Gazdík       |                                  |                       |                                               |

| Trnava 23 maggio 2015, ore 14:00 Recupero 6ª giornata | Trnava Bulldogs | 14 – 29 (7-7 7-7 0-0 0-15) referto | Prague Black Panthers | Energo (50 spett.)\| Arbitro: \| Gazdík \| |
| Arbitro:                                              | Gazdík          |                                    |                       |                                            |

| Praga 31 maggio 2015, ore 16:00 7ª giornata | Prague Black Panthers | 0 – 51 (0-14 0-21 0-9 0-7) referto | Příbram Bobcats | Hostivař (140 spett.)\| Arbitro: \| Rosíval \| |
| Arbitro:                                    | Rosíval               |                                    |                 |                                                |

| Brno 7 giugno 2015, ore 14:00 8ª giornata | Brno Alligators | 7 – 42 (7-14 0-21 0-7 0-0) referto | Prague Black Panthers | Sportovní areá Ondreje Sekory (150 spett.)\| Arbitro: \| Gazdík \| |
| Arbitro:                                  | Gazdík          |                                    |                       |                                                                    |

| Praga 21 giugno 2015, ore 16:00 10ª giornata | Prague Black Panthers | 26 – 14 (6-0 7-7 6-0 7-7) referto | Prague Lions | Slavia (400 spett.)\| Arbitro: \| Rosíval \| |
| Arbitro:                                     | Rosíval               |                                   |              |                                              |

#### Playoff
| Praga 5 luglio 2015, ore 16:00 Semifinale | Prague Black Panthers | 41 – 6 (14-0 7-0 17-0 3-6) referto | Trnava Bulldogs | Slavia (313 spett.)\| Arbitro: \| Gazdík \| |
| Arbitro:                                  | Gazdík                |                                    |                 |                                             |

| Praga 20 luglio 2015, ore 19:00 Czech Bowl | Prague Black Panthers | 52 – 13 (10-0 21-0 14-7 7-6) referto | Příbram Bobcats | Eden Aréna (4526 spett.)\| Arbitro: \| Rosíval \| |
| Arbitro:                                   | Rosíval               |                                      |                 |                                                   |

### Austrian Football League 2015

#### Stagione regolare
| Praga 11 aprile 2015, ore 16:00 CEST 3ª giornata | Prague Black Panthers | 30 – 31 (7-14 14-7 3-0 6-10) referto | Vienna Vikings | Atletický stadion Slavia |

| Graz 18 aprile 2015, ore 14:00 CEST 4ª giornata | Graz Giants | 28 – 34 (7-7 14-21 0-3 7-3) referto | Prague Black Panthers | Stadion Eggenberg |

| Praga 25 aprile 2015, ore 16:00 CEST 5ª giornata | Prague Black Panthers | 35 – 34 (7-7 7-14 14-13 7-0) | Danube Dragons | Atletický stadion Slavia |

| Praga 9 maggio 2015, ore 16:00 CEST 7ª giornata | Prague Black Panthers | 22 – 31 (0-0 10-14 12-14 0-3) referto | Tirol Raiders | Atletický stadion Slavia |

| Vienna 16 maggio 2015, ore 15:00 CEST 8ª giornata | Danube Dragons | 38 – 56 (7-7 17-14 7-21 7-14) referto | Prague Black Panthers | Stadion Stadlau |

| Praga 30 maggio 2015, ore 16:00 CEST 10ª giornata | Prague Black Panthers | 29 – 24 (0-7 22-14 0-3 7-0) referto | Graz Giants | Atletický stadion Slavia |

| Wattens 14 giugno 2015, ore 15:15 CEST 11ª giornata | Tirol Raiders | 33 – 27 (7-7 10-7 3-0 7-14) referto | Prague Black Panthers | Gernot-Langes-Stadion |

| Vienna 20 giugno 2015, ore 18:00 CEST 12ª giornata | Vienna Vikings | 45 – 28 (0-0 13-7 7-7 6-7) referto | Prague Black Panthers | Hohe Warte Stadion (2800 spett.) |

#### Playoff
| Innsbruck 4 luglio 2015, ore 17:30 CEST Semifinale | Tirol Raiders | 48 – 46 (7-14 21-3 14-0 6-29) referto | Prague Black Panthers | Tivoli-Neu Stadion |

### Statistiche di squadra
| Competizione      | %Vittorie | In casa | In casa | In casa | In casa | In casa | In casa | In trasferta | In trasferta | In trasferta | In trasferta | In trasferta | In trasferta | Totale | Totale | Totale | Totale | Totale | Totale |
| Competizione      | %Vittorie | G       | V       | N       | P       | Pf      | Ps      | G            | V            | N            | P            | Pf           | Ps           | G      | V      | N      | P      | Pf     | Ps     |
| ----------------- | --------- | ------- | ------- | ------- | ------- | ------- | ------- | ------------ | ------------ | ------------ | ------------ | ------------ | ------------ | ------ | ------ | ------ | ------ | ------ | ------ |
| Stagione regolare | .875      | 4       | 3       | 0       | 1       | 100     | 103     | 4            | 4            | 0            | 0            | 102          | 30           | 8      | 7      | 0      | 1      | 202    | 133    |
| Playoff           | 1.000     | 2       | 2       | 0       | 0       | 93      | 19      | 0            | 0            | 0            | 0            | 0            | 0            | 2      | 2      | 0      | 0      | 93     | 19     |
| Stagione regolare | .500      | 4       | 2       | 0       | 2       | 116     | 120     | 4            | 2            | 0            | 2            | 145          | 144          | 8      | 4      | 0      | 4      | 261    | 264    |
| Playoff           | .000      | 0       | 0       | 0       | 0       | 0       | 0       | 1            | 0            | 0            | 1            | 46           | 48           | 1      | 0      | 0      | 1      | 46     | 48     |
| Totale            | .684      | 10      | 7       | 0       | 3       | 309     | 242     | 9            | 6            | 0            | 3            | 293          | 222          | 19     | 13     | 0      | 6      | 602    | 464    |

### Statistiche personali
Statistiche personali note solo per il campionato ceco.

#### Marcatori
| Giocatore | Ruolo | TD rush | TD recv | TD int | TD p.ret | TD k.ret | TD oth | Xp1   | Xp2 | FG  | Saf | Totale |
| --------- | ----- | ------- | ------- | ------ | -------- | -------- | ------ | ----- | --- | --- | --- | ------ |
| Hruboň    |       | 0+0     | 0+0     | 0+0    | 0+0      | 0+0      | 0+0    | 23+12 | 0+0 | 7+3 | 0+0 | 65     |
| Dundáček  |       | 4+2     | 0+1     | 0+0    | 0+0      | 1+0      | 0+0    | 0+0   | 0+0 | 0+0 | 0+0 | 48     |
| Šindler   |       | 0+0     | 4+1     | 0+0    | 0+0      | 0+0      | 0+0    | 0+0   | 0+0 | 0+0 | 0+0 | 30     |
| Štiegler  |       | 0       | 2       | 1      | 1        | 1        | 0      | 0     | 0   | 0   | 0   | 30     |
| Woleský   |       | 0+0     | 2+2     | 0+0    | 0+0      | 1+0      | 0+0    | 0+0   | 0+0 | 0+0 | 0+0 | 30     |
| Beran     |       | 0+0     | 1+1     | 0+0    | 0+0      | 0+0      | 0+0    | 0+0   | 0+0 | 0+0 | 0+0 | 12     |
| Chvalina  |       | 1+0     | 0+1     | 0+0    | 0+0      | 0+0      | 0+0    | 0+0   | 0+0 | 0+0 | 0+0 | 12     |
| Řezanka   |       | 0       | 2       | 0      | 0        | 0        | 0      | 0     | 0   | 0   | 0   | 12     |
| Sýkora    |       | 0+0     | 0+2     | 0+0    | 0+0      | 0+0      | 0+0    | 0+0   | 0+0 | 0+0 | 0+0 | 12     |
| Chvojka   |       | 0       | 0       | 1      | 0        | 0        | 0      | 0     | 0   | 0   | 0   | 6      |
| Hruzík    |       | 0+0     | 0+1     | 0+0    | 0+0      | 0+0      | 0+0    | 0+0   | 0+0 | 0+0 | 0+0 | 6      |
| Jantoš    |       | 0       | 1       | 0      | 0        | 0        | 0      | 0     | 0   | 0   | 0   | 6      |
| Kršák     |       | 0       | 1       | 0      | 0        | 0        | 0      | 0     | 0   | 0   | 0   | 6      |
| Pátek     |       | 0+0     | 0+1     | 0+0    | 0+0      | 0+0      | 0+0    | 0+0   | 0+0 | 0+0 | 0+0 | 6      |
| Reinvart  |       | 1       | 0       | 0      | 0        | 0        | 0      | 0     | 0   | 0   | 0   | 6      |
| Tesař     |       | 0       | 1       | 0      | 0        | 0        | 0      | 0     | 0   | 0   | 0   | 6      |
| Team      |       | 0       | 0       | 0      | 0        | 0        | 0      | 0     | 0   | 0   | 1   | 2      |

#### Passer rating
| Giocatore         | G   | Att    | Comp  | Int | Yds     | TD   | NFL    | NCAA   |
| ----------------- | --- | ------ | ----- | --- | ------- | ---- | ------ | ------ |
| Newhall-Caballero | 0+1 | 0+20   | 0+13  | 0+0 | 0+145   | 0+4  | 126,04 | 191,90 |
| Dundáček          | 7+2 | 122+30 | 63+14 | 1+0 | 897+206 | 11+5 | 106,88 | 145,03 |
| Chvalina          | 7   | 39     | 20    | 3   | 207     | 3    | 60,52  | 105,87 |
| Banik             | 4   | 25     | 12    | 3   | 79      | 0    | 15,67  | 50,54  |
| Team              | 3   | 0      | 0     | 0   | -29     | 0    |        |        |

## Femminile

### Ženský Pohár Amerického Fotbalu 2015

#### Stagione regolare
| Praga 13 settembre 2015, ore 16:00 1ª giornata | Prague Black Cats | 32 – 6 (6-0 20-6 6-0 0-0) referto | Prague Harpies | Slavia (348 spett.)\| Arbitro: \| Klimeš \| |
| Arbitro:                                       | Klimeš            |                                   |                |                                             |

| Brno 27 settembre 2015, ore 14:00 3ª giornata | Brno Amazons | 30 – 24 (12-6 0-0 6-12 12-6) referto | Prague Black Cats | Ragby Bystrc (321 spett.)\| Arbitro: \| Martinček \| |
| Arbitro:                                      | Martinček    |                                      |                   |                                                      |

| Praga 4 ottobre 2015, ore 12:00 4ª giornata | Prague Black Cats | 24 – 6 (6-6 6-0 12-0 0-0) referto | Brno Amazons | Slavia (230 spett.)\| Arbitro: \| Frehar \| |
| Arbitro:                                    | Frehar            |                                   |              |                                             |

| Praga 17 ottobre 2015, ore 12:00 5ª giornata | Prague Harpies | 6 – 42 (0-12 0-12 0-6 6-12) referto | Prague Black Cats | Motorlet (165 spett.)\| Arbitro: \| Hubálek \| |
| Arbitro:                                     | Hubálek        |                                     |                   |                                                |

#### Playoff
| Praga 7 novembre 2015, ore 14:00 Rose Bowl | Prague Black Cats | 24 – 14 (12-6 0-0 6-0 6-8) referto | Brno Amazons | Slavia (438 spett.)\| Arbitro: \| Frehar \| |
| Arbitro:                                   | Frehar            |                                    |              |                                             |

### Statistiche di squadra
| Competizione      | %Vittorie | In casa | In casa | In casa | In casa | In casa | In casa | In trasferta | In trasferta | In trasferta | In trasferta | In trasferta | In trasferta | Totale | Totale | Totale | Totale | Totale | Totale |
| Competizione      | %Vittorie | G       | V       | N       | P       | Pf      | Ps      | G            | V            | N            | P            | Pf           | Ps           | G      | V      | N      | P      | Pf     | Ps     |
| ----------------- | --------- | ------- | ------- | ------- | ------- | ------- | ------- | ------------ | ------------ | ------------ | ------------ | ------------ | ------------ | ------ | ------ | ------ | ------ | ------ | ------ |
| Stagione regolare | .750      | 2       | 2       | 0       | 0       | 56      | 12      | 2            | 1            | 0            | 1            | 66           | 36           | 4      | 3      | 0      | 1      | 122    | 48     |
| Playoff           | 1.000     | 1       | 1       | 0       | 0       | 24      | 14      | 0            | 0            | 0            | 0            | 0            | 0            | 1      | 1      | 0      | 0      | 24     | 14     |
| Totale            | .800      | 3       | 3       | 0       | 0       | 80      | 26      | 2            | 1            | 0            | 1            | 66           | 36           | 5      | 4      | 0      | 1      | 146    | 18     |